# 오마리 하드윅

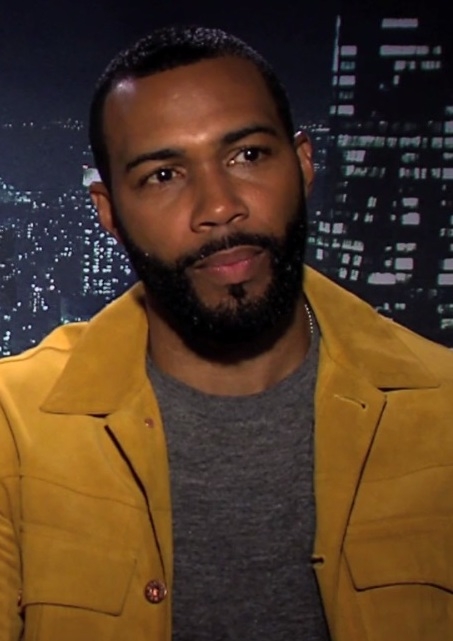
2017년 모습

오마리 하드윅(Omari Hardwick, 1974년 1월 9일 ~ )은 미국의 배우, 영화 제작자이다.
서배너에서 태어났다.

## 출연 작품
- 아미 오브 더 데드 (2021년) - 반데로흐 역
- 스펠 (2020년)
- 아메리칸 스킨 (2019년)
- SGT. 윌 가드너 (2019년)
- 동상이몽 시스터즈 (2018년)
- 어 보이, 어 걸, 어 드림: 러브 온 일렉션 나이트 (2018년)
- 쏘리 투 보더 유 (2018년)
- 샷 콜러 (2017년) - 커쳐 역
- 랩 댄스 (2014년)
- 어 퓨어 라이프 (2014년) - 다렌 역
- 더 라스트 레터 (2013년)
- 씽스 네버 세드 (2012년) - 크리스 젝슨 역
- 스파클 (2012년) - 레비 역
- 미들 오브 노웨어 (2012년) - 듀렉 역
- 아이 윌 팔로우 (2010년)
- 컬러드 걸스 (2010년) - 칼 역
- A-특공대 (2010년)
- 킥 애스: 영웅의 탄생 (2010년)
- 넥스트 데이 에어 (2009년) - 샤부 역
- 라인워치 (2008년)
- 안나 성당의 기적 (2008년)
- 그리다이언 갱 (2006년)
- 가디언 (2006년)
- 뷰티 샵 (2005년)
- 석커 프리 시티 (2004년)

### 텔레비전
- 긴급구조대 세이브드 (2006, Saved)
- 파워 (2014-20)